# Héléna Akmouche
Hélèna Akmouche, née le 1er janvier 1992 à Seclin (Nord), est une joueuse de basket-ball française évoluant au poste d'arrière.

## Biographie
À l'issue de sa formation à l'INSEP, elle rejoint pour une saison l'US Dunkerque, puis pour la saison 2011-2012 à Armentières, pour sa seconde saison professionnelle en Ligue2.
En équipe de France, elle remporte le titre de championne d'Europe cadettes 2007 avec une année d'avance, puis une médaille de bronze l'année suivante. En 2010, elle remporte le bronze avec les juniores féminines, gagnant ainsi une qualification pour le Mondial juniors 2011, où la France obtient une 6e place. Lors de ce mondial, elle marque en moyenne 10,2 points par rencontre à 54,3 %. 
Son euro des 20 ans et moins à l'été 2012 est perturbé par une intoxication alimentaire collective qui ne lui permet que de disputer quatre rencontres. À l'automne, l'arrêt de son club du SO Armentières pour raisons financières la contraint se reporter sur la division inférieure à Wasquehal.

## Palmarès

### Équipes de France
- Championnat d'Europe 18 ans et moins en 2010
- Championnat d'Europe 16 ans et moins en 2008
- Championnat d'Europe 16 ans et moins en 2007